# Ребров, Евгений Андреевич
Евгений Андреевич Ребров (укр. Євген Андрійович Ребров; 15 февраля 1928 — 2 октября 2002) — Герой Социалистического Труда, бригадир БУ-42 треста «Севастопольстрой», Заслуженный строитель УССР (с 1988 года), Почётный гражданин Севастополя.

## Биография
Родился 15 февраля 1928 года в селе Осиновка Вольского уезда Саратовской губернии, ныне Вольского района Саратовской области.
Окончил школу-семилетку. В годы Великой Отечественной войны с 1943 года сразу после школы, с 15 лет работал в колхозе в родном районе.
В 1949 году по комсомольскому набору приехал в Крымскую область на восстановление разрушенного Севастополя, где в 1950 году окончил школу фабрично-заводского обучения. С 1950 года почти полвека работал в строительном управлении № 42 треста «Севастопольстрой». Поступил каменщиком в бригаду Ф. Гойча, которая раньше освоила метод крупноблочного строительства. Сначала был каменщиком-монтажником, с 1959 года — бригадир комплексной бригады строителей.
Проявил себя специалистом и организатором труда высочайшего класса. Постоянно искал и применял в бригаде новаторские методы производства, поддерживал строжайшую трудовую и технологическую дисциплину в сочетании с заинтересованностью каждого члена бригады за конечный результат труда. Бригада Е. А. Реброва построила десятки жилых домов во всех районах Севастополя. В 1960-х годах бригада в полном составе трудилась на строительстве производственных объектов и жилого микрорайона нового предприятия — приборостроительного завода «Парус» на северной стороне Севастополя. Все порученные ей объекты на этой стройке были сданы с значительным опережением плана и с отличным уровнем качества.
11 августа 1966 года Указом Президиума Верховного Совета СССР «За выдающиеся успехи, достигнутые в выполнении заданий семилетнего плана по капитальному строительству» Реброву Евгению Андреевичу присвоено звание Героя Социалистического Труда с вручением ордена Ленина и золотой медали «Серп и Молот».
В дальнейшем продолжал трудиться столь же успешно. Намного ранее срока его бригада выполнила план девятой пятилетки (1971—1976). Наградой Герою стал ещё один орден.
В 1988 году вышел на пенсию, однако остался в тресте и ещё 11 лет трудился во главе своей бригады. Только в 1999 году ушёл на заслуженный отдых.
Член КПСС в 1961—1991 годах. Активно участвовал в общественной жизни Севастополя.
Делегат XXIV съезда КПСС в 1971 году. Член Крымского обкома КПУ в 1974 году.
Жил в городе-герое Севастополе. Скончался 2 октября 2002 года.

Могила Евгения Реброва

Похоронен на кладбище Коммунаров в Севастополе.

## Награды
- Медаль «Серп и Молот» (11.08.1966)
- Орден Ленина (11.08.1966)
- Орден Трудовой Славы III степени (5.03.1976)